# پرت اند ویتنی پی‌دابلیو۲۰۰۰
پرت اند ویتنی پی‌دابلیو۲۰۰۰ (به انگلیسی: Pratt & Whitney PW2000) یک موتور هواگرد ساختِ کارخانهٔ پرت اند ویتنی در کشور ایالات متحده آمریکا است . 